# Fermín IV
Fermín IV Caballero Elizondo of gewoon Fermín IV (Monterrey, Nuevo León, december 1974) is een Mexicaanse rapper. Hij is de frontman van Control Machete. In 2002 kwam zijn eerste soloalbum Boomerang uit.

## Biografie

### Jeugd
Fermín IV werd in 1974 geboren in Monterrey. Hij had een moeilijk leven op school. De kinderen maakten grapjes over hem met zijn naam, daarvan werd hij verdrietig en agressief.

### Als rapper
Fermin IV ging bij de rapgroep Cypress Hill; van daaruit was hij gemotiveerd om te stoppen met zijn agressiviteit, haat en drugs. In 1996 vormde Fermin IV de groep Control Machete. Deze groep heeft 500.000 exemplaren van hun eerste nummer Mucho Barato.

## Discografie

### Soloalbums
- 2002 - Boomerang
- 2017 - Odio/Amor

### Met Control Machete
- 1996 - Mucho Barato
- 1999 - Artilleria Pesada presenta
- 2002 - Solo Para Fanáticos
- 2003 - Uno, dos: Bandera

- Library of Congress Control Number: no2003046950
- MusicBrainz: 8837e79f-d137-4405-ad00-197e3e340bd4
- Virtual International Authority File: 46449697
- WorldCat: E39PBJbGTr4tpBHDGtVXm4Dg8C